# Thayabrücke Hardegg – Čížov

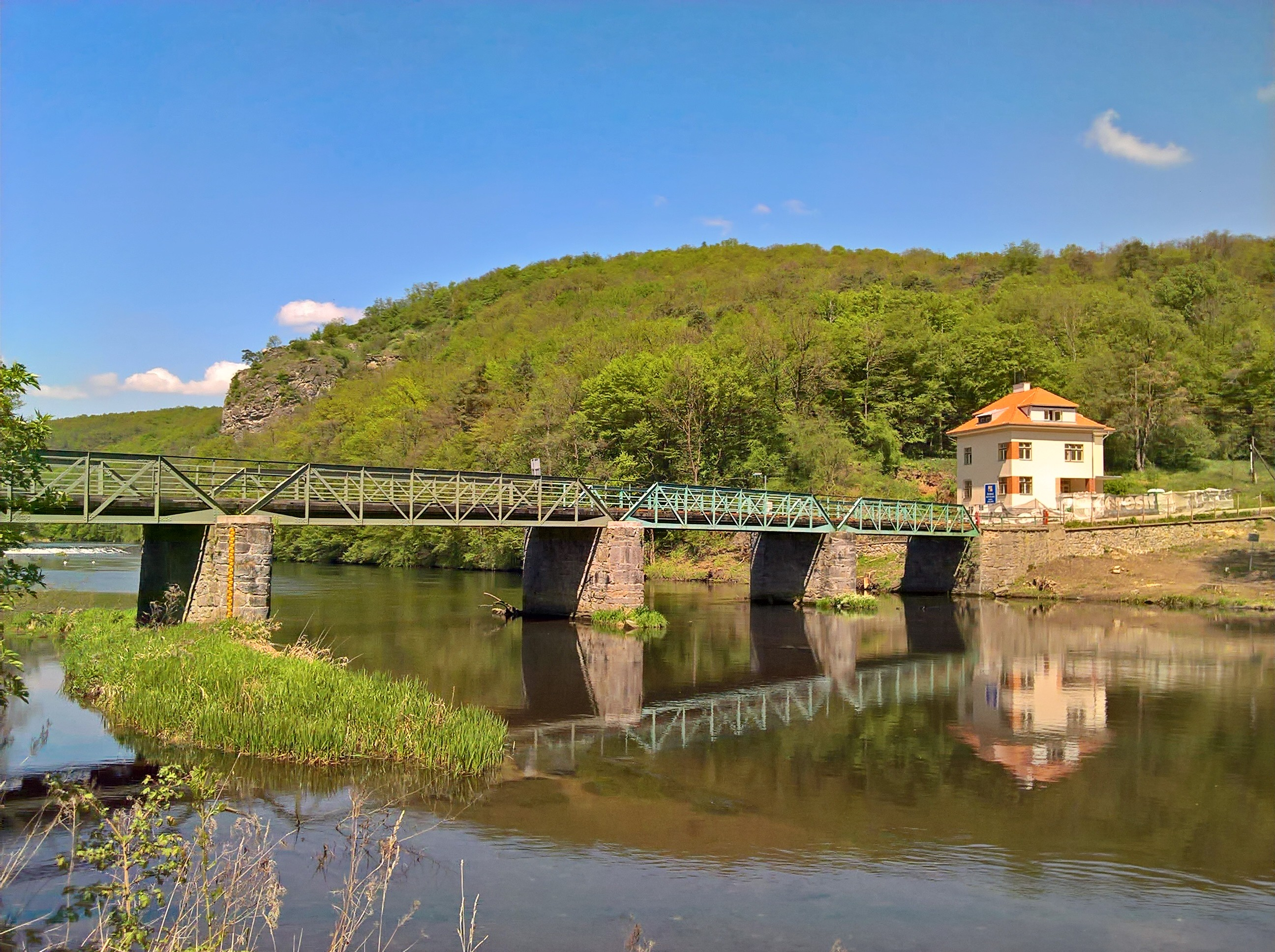
Brücke über die Thaya in Hardegg (Niederösterreich)

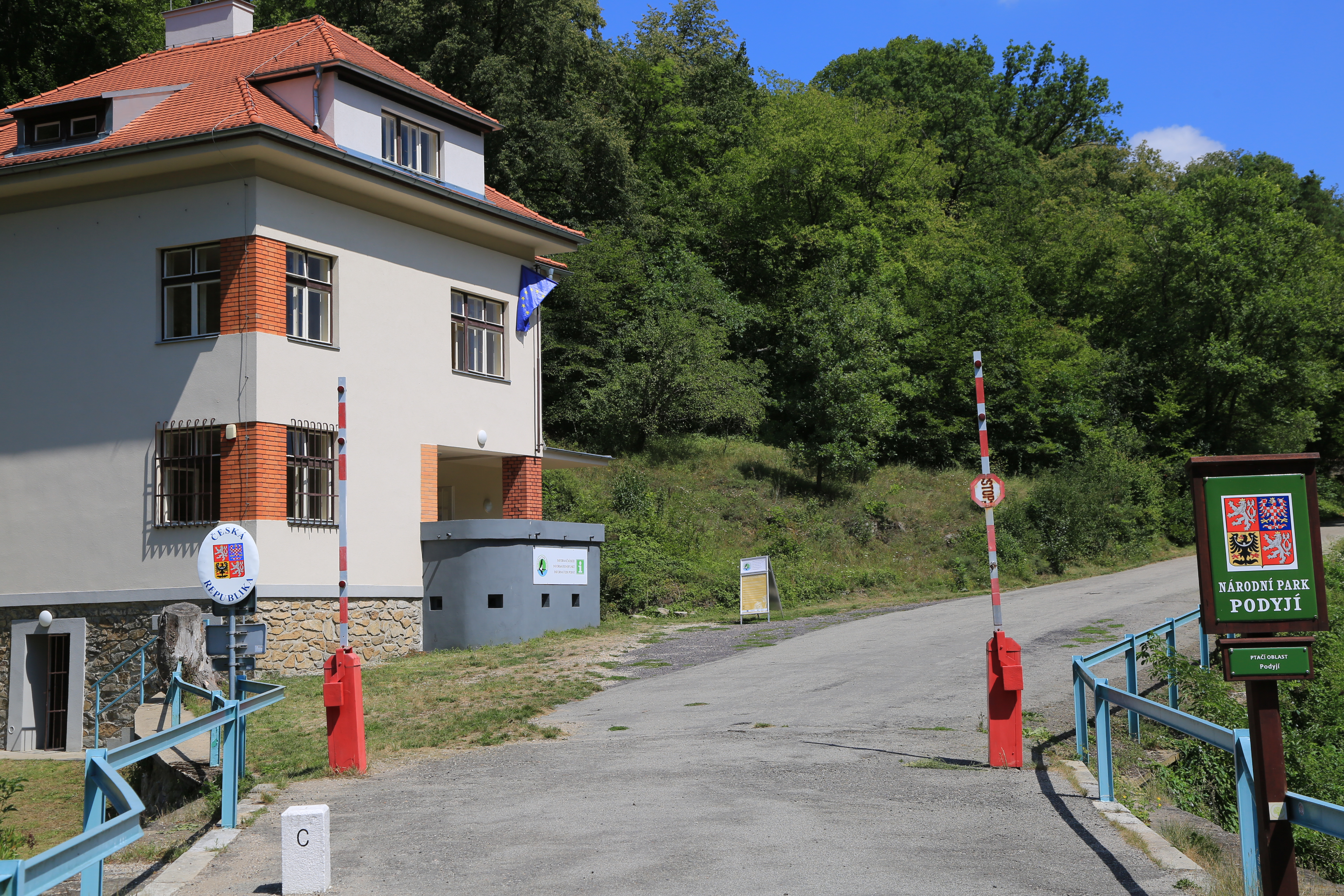
Heutiger Grenzübergang auf der tschechischen Seite. Passierbar nur zu Fuß oder mit dem Fahrrad.

Die Thayabrücke Hardegg – Čížov ist eine Fußgänger- und Radverkehrsbrücke über die Thaya zwischen Hardegg (Österreich) und Čížov (Tschechien).

## Geschichte

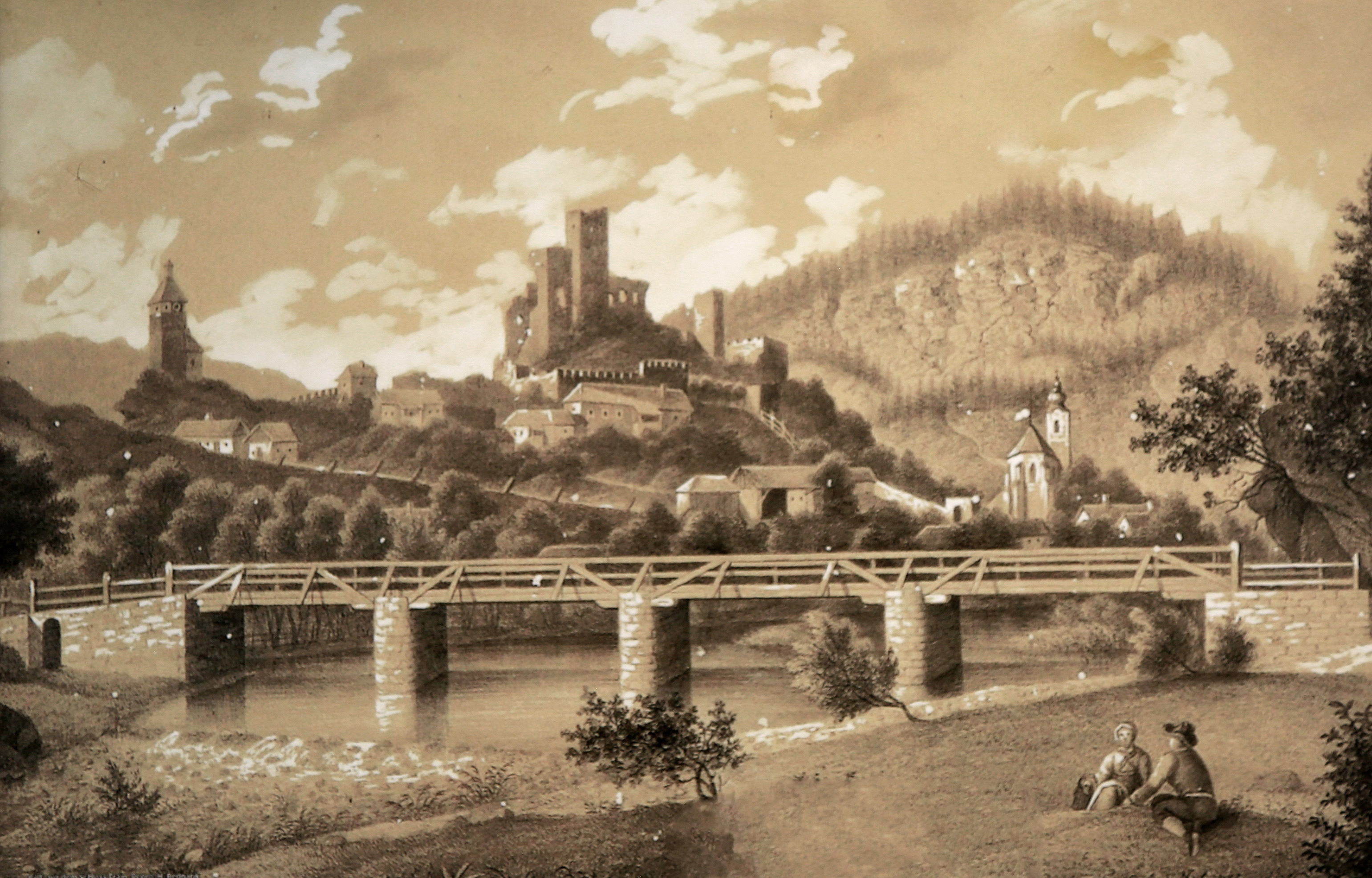
Die Thayabrücke um 1874. Damals war die Brückenkonstruktion aus Holz.

Vor dem Bau der Brücke musste man die Thaya oberhalb der Stadt an einer Furt überqueren. In den Jahren 1873/1874 wurde eine Straße nach Hardegg (heute Landesstraße L 38 von Niederfladnitz nach Hardegg) neu errichtet. Im Zuge dieser Arbeiten wurde auch die Brücke errichtet. Mit der Errichtung der Eisenkonstruktion wurde die Wiener Firma Ignaz Gridl beauftragt.
Die Zollhäuser an den beiden Ufern wurden erst nach dem Ersten Weltkrieg und der endgültigen Grenzziehung zwischen den beiden Staaten errichtet. Bis zum Ende des Zweiten Weltkrieges wurde diese Brücke fast durchgehend und ohne wesentliche Einschränkungen benutzt. Ab 1945 war der Grenzübergang am Eisernen Vorhang geschlossen. Der Prager Frühling brachte zwar Bemühungen um eine neuerliche Öffnung, doch diese kam nicht zustande.
In der Zwischenzeit wurde der aus Pfosten bestehende Fahrbahnbelag erst auf tschechischer und dann auch auf österreichischer Seite entfernt und nur die notwendigsten Erhaltungsmaßnahmen wurden durchgeführt.
Nach dem Machtwechsel (Samtene Revolution) in der ČSSR im Jahr 1989 und der folgenden Welle von Neueröffnungen alter Grenzübergänge wurde auch die Thayabrücke von Hardegg wieder in Dienst gestellt.
Auf österreichischer Seite übernahm nach einer statischen Überprüfung, als deren Ergebnis die Stahlkonstruktion für eine maximale Belastung von sechs Tonnen zugelassen wurde, die Brückenmeisterei Krems an der Donau die Arbeiten, die vom 2. Jänner 1990 bis zum 29. März 1990 dauerten.
Die Kosten für die notwendigen Instandsetzungsarbeiten machten für die der Republik Österreich gehörende Hälfte ungefähr 200.000 ATS (ca. 14.500 Euro) aus.
Am Gründonnerstag des Jahres 1990, dem 12. April 1990, wurde der neue Grenzübergang von Hardegg nach dem Ortsteil Čížov (deutsch: Zaisa) der Gemeinde Horní Břečkov (Oberfröschau) wiedereröffnet. Allerdings nur während der warmen Jahreszeit und auf Drängen der Verwaltung des späteren tschechischen Nationalparks Podyjí nur für Fußgänger und Radfahrer, da die Straße Hardegg – Čížov im Bereich des Nationalparks liegt.
Im Jahr 1991 wurde das tschechische Naturschutzgebiet, im Jahr 2000 das österreichische zum Nationalpark erklärt, sodass die Brücke heute eine wichtige touristische Verbindung der beiden Nationalparks darstellt.
Während der Veranstaltungsreihe „Retzer Land – Feuriges Land“ im Sommer des Jahres 2001 war auch die Thayabrücke wie so vieles in den Gemeinden der Region „Retzer Land“ in leuchtendes Rot getaucht – die Stahlträger waren mit roter Kunststofffolie umwickelt.

## Technische Angaben

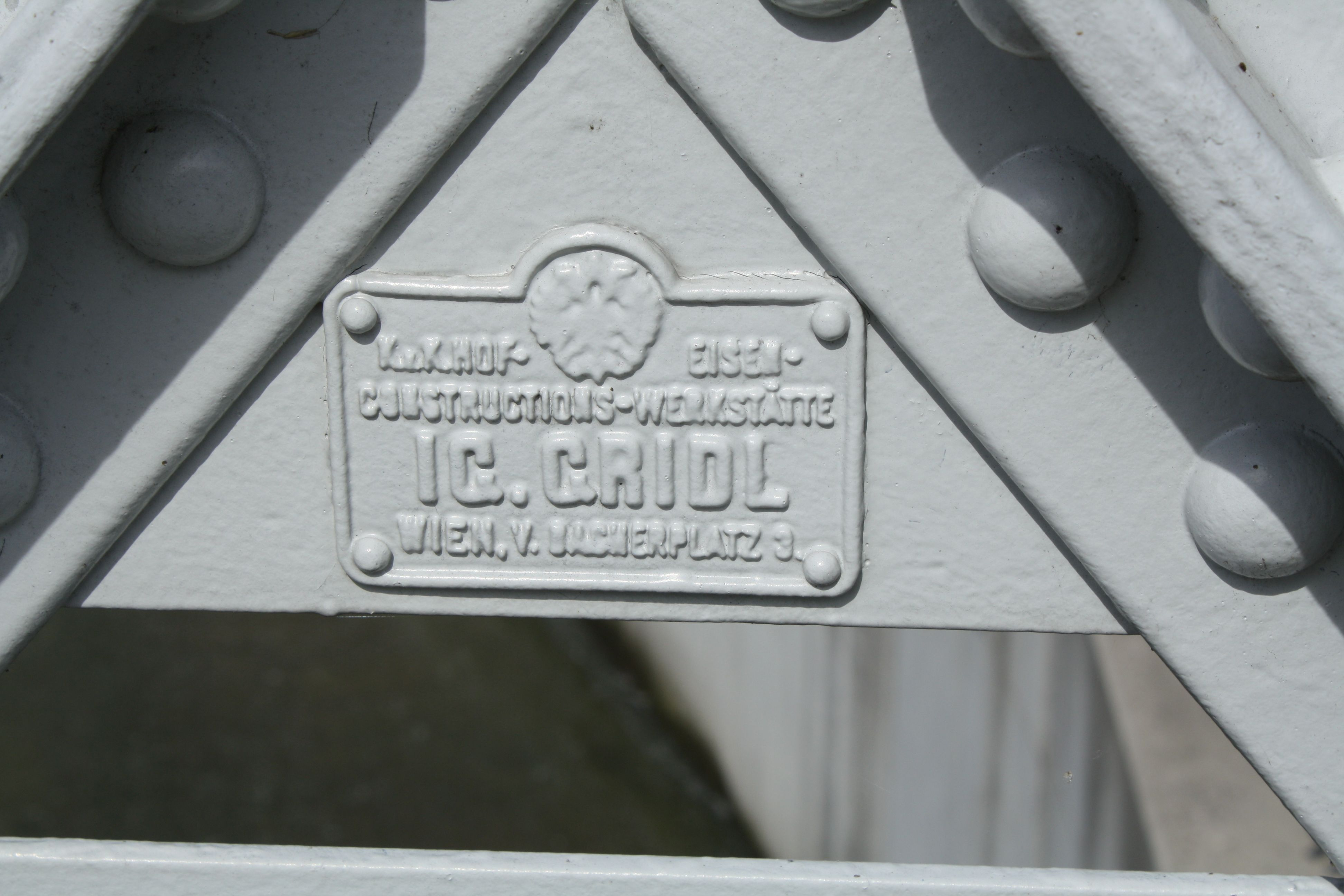
Ähnliche Kennzeichnung der Brücke, wie hier am Wienerwaldsee

- Errichtet von: Ignaz Gridl, K. u. K. Hof-Eisenconstructions-Werkstätte, Wien – Margareten, Bacherplatz 3
- System: Fachwerkbrücke mit 4 Feldern
- Stützweiten 4 × 18,25 Meter
- Höhe der Fachwerksträger: 2,15 Meter
- Abstand der Hauptträger: 4,40 Meter
- Fahrbahnbreite: 4,20 Meter

## Benachbarte Grenzübergänge
Siehe: Österreichische Grenzübergänge in die Nachbarstaaten